# Grenelefe
Grenelefe es un lugar designado por el censo ubicado en el condado de Polk en el estado estadounidense de Florida. En el Censo de 2010 tenía una población de 1.752 habitantes y una densidad poblacional de 155,83 personas por km².

## Geografía
Grenelefe se encuentra ubicado en las coordenadas 28°2′57″N 81°32′51″O / 28.04917, -81.54750. Según la Oficina del Censo de los Estados Unidos, Grenelefe tiene una superficie total de 11.24 km², de la cual 10.44 km² corresponden a tierra firme y (7.19%) 0.81 km² es agua.

## Demografía
Según el censo de 2010, había 1.752 personas residiendo en Grenelefe. La densidad de población era de 155,83 hab./km². De los 1.752 habitantes, Grenelefe estaba compuesto por el 85.84% blancos, el 9.25% eran afroamericanos, el 0% eran amerindios, el 0.97% eran asiáticos, el 0.11% eran isleños del Pacífico, el 2.91% eran de otras razas y el 0.91% pertenecían a dos o más razas. Del total de la población el 9.82% eran hispanos o latinos de cualquier raza.